# Энергетик (Башкортостан)
Энерге́тик (баш. Энергетик) — село (в 2004—2005 гг. — посёлок городского типа) в Республике Башкортостан, входит в состав городского округа Нефтекамск.

## Описание
Село находится на северо-западе республики, на южном берегу Кармановского водохранилища (река Буй) вблизи его плотины, в 25 км к северо-востоку от Нефтекамска, в 22 км к западу от Янаула и в 190 км к северо-западу от Уфы. Село окружено территорией Янаульского района.
С юга к селу примыкают деревня Карманово и село Карманово. На южной окраине села расположены станции Карманово и Энергетик на ж.-д. магистрали Москва — Казань — Екатеринбург. Имеется подъездная дорога от автодороги Нефтекамск — Янаул.
В селе расположена Кармановская ГРЭС.

## Население
| 2007 | 2010  | 2021  |
| ---- | ----- | ----- |
| 3262 | ↗3450 | ↘3350 |

Национальный состав: башкиры — 36,6 %, татары — 29,8 %, русские — 12,5 %, марийцы — 6,5 %, не указавшие национальность — 12,2 %.
Согласно переписи 2020 года, преобладающая национальность — татары (37,4 %), башкиры (32,3 %), русские (18,1 %), марийцы (9,3 %).

## Религия
В селе есть мечеть Иман Нуры.